# 熊本县护国神社
熊本县护国神社（／ Kumamotoken Gokoku Jinja）是位于日本熊本县熊本市中央区的一座护国神社。

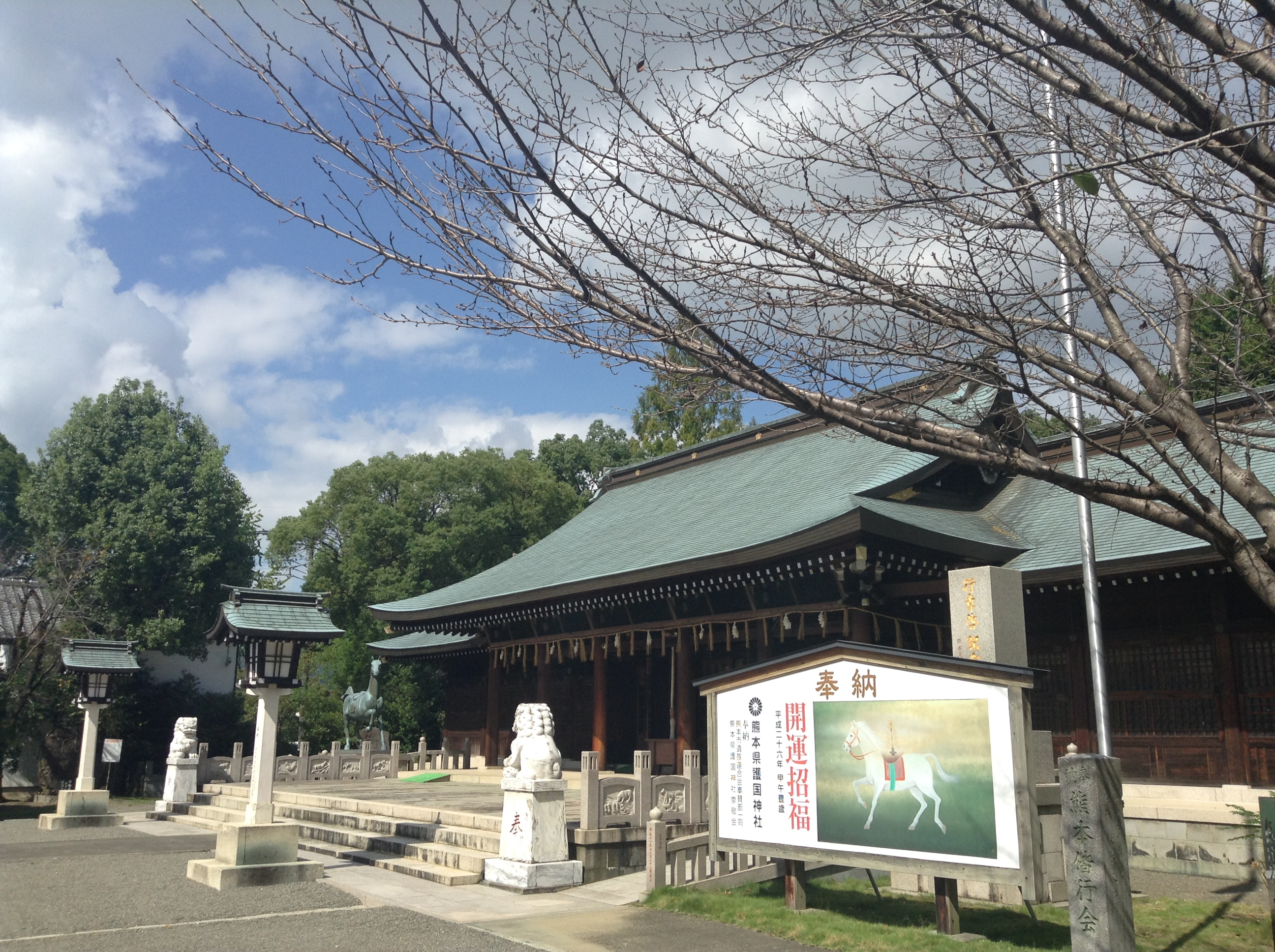
从侧前方看到的拜殿的样子。

## 历史
明治2年（1869年），熊本藩主细川韶邦和护久在花冈山建立招魂社，祭祀150名殉难于明治维新的藩士，是为熊本县护国神社之肇始。明治7年（1874年）成为官祭的招魂社。昭和14年（1939年），随着招魂社制度改革，成为内务大臣指定的熊本县护国神社。
昭和19年（1944年），护国神社获得了熊本市内黑发町立田山麓的土地，开始建造新的社殿，但在二战战败后停止建设。昭和28年（1953年），于曾经举行过招魂祭的藤崎台招魂场旧址（即现在的神社的位置）重新开始营造社殿，昭和32年竣工，神社迁座于此。花冈山原来的社地保留作为神社的飞地“花冈山招魂社”。
昭和34年（1959年），成为神社本厅的别表神社。
昭和39年（1964年），因公殉职者（自卫官、警察官、消防员）也被合祀于护国神社。昭和40年，死于空袭的军需工厂的学徒也获得合祀。

## 祭神
明治維新时代至第二次世界大战期间熊本县出身或者有相当关联的殉国英灵，约6万5千柱。
神社境内也为战争中牺牲于敌袭的、活跃于前线不问敌我救治伤员的从军看护妇建立了慰灵碑。